# Marcus Mattioli
Marcus Mattioli (Brasil, 18 de octubre de 1960) es un nadador brasileño retirado especializado en pruebas de estilo libre, donde consiguió ser medallista de bronce olímpico en 1980 en los 4 × 200 metros estilo libre.

## Carrera deportiva
En los Juegos Olímpicos de Moscú 1980 ganó la medalla de bronce en los relevos de 4 × 200 metros estilo libre, con un tiempo de 7:28.60 segundos, tras la Unión Soviética (oro) y la República Democrática Alemana (plata), siendo sus compañeros de equipo los nadadores: Jorge Fernandes, Cyro Marques y Djan Madruga.